# Odontopyxis trispinosa
Odontopyxis trispinosa és una espècie de peix pertanyent a la família dels agònids i l'única del gènere Odontopyxis.

## Descripció
- Fa 9,5 cm de llargària màxima.
- Aleta caudal arrodonida i petita.[3][4]

## Hàbitat
És un peix marí, demersal i de clima subtropical (62°N-32°N, 172°W-117°W) que viu entre 9 i 373 m de fondària.

## Distribució geogràfica
Es troba al Pacífic oriental: des del sud-est d'Alaska fins a l'illa Cedros (Baixa Califòrnia, Mèxic).

## Observacions
És inofensiu per als humans.